# 2002 год в боксе
2002 год в боксе.

## Любительский бокс

### Чемпионат Европы
| Весовая категория            | Золото                     | Серебро                       | Бронза                                                    |
| ---------------------------- | -------------------------- | ----------------------------- | --------------------------------------------------------- |
| Минимальный вес (— 48 кг)    | Сергей Казаков Россия      | Вячеслав Гожан Молдова        | Рудольф Диди Словакия Сорин Эуджен Танасие Румыния        |
| Наилегчайший вес (— 51 кг)   | Георгий Балакшин Россия    | Александр Владимиров Болгария | Игорь Самойленко Молдова Жером Тома Франция               |
| Легчайший вес (— 54 кг)      | Хаважи Хацыгов Беларусь    | Геннадий Ковалёв Россия       | Вальдемар Сорин Кучеряну Румыния Али Аллаб Франция        |
| Полулёгкий вес (— 57 кг)     | Раимкуль Малахбеков Россия | Шахин Имранов Azerbaijan      | Константин Купатадзе Грузия Виорел Симион Румыния         |
| Лёгкий вес (— 60 кг)         | Александр Малетин Россия   | Борис Георгиев Болгария       | Микеле Ди Рокко Италия Айдын Сельчук Турция               |
| Полусредний вес (— 63.5 кг)  | Димитр Панайотов Болгария  | Вилли Блейн Франция           | Брунет Фернандес Самора Италия Дмитрий Павлюченков Россия |
| Первый средний вес (— 67 кг) | Тимур Гайдалов Россия      | Александр Бокало Украина      | Себастьян Збик Германия Дорель Симион Румыния             |
| Средний вес (- 71 kilograms) | Андрей Мишин Россия        | Лукаш Вилашек Германия        | Мариан Симион Румыния Иван Гайван Молдова                 |
| Второй средний вес (— 75 кг) | Олег Машкин Украина        | Кароль Балжай Венгрия         | Яни Питери Раухала Финляндия Мамаду Джамбанг Франция      |
| Полутяжёлый вес (— 81 кг)    | Михаил Гала Россия         | Джон Дови Франция             | Иштван Сёчь Венгрия Виктор Перун Украина                  |
| Первый тяжёлый вес (— 91 кг) | Евгений Макаренко Россия   | Вячеслав Узелков Украина      | Виктор Зуев Беларусь Марат Товмасян Армения               |
| Супертяжёлый вес (+ 91 кг)   | Александр Поветкин Россия  | Роберто Камарелле Италия      | Себастьян Кёбер Германия Артём Цариков Украина            |

## Профессиональный бокс

### Тяжёлый вес
- 8 июня состоялся один из самых долгожданных и кассовых поединков в тяжёлой весовой категории, в котором  Леннокс Льюис нокаутировал KO8  Майка Тайсона. (1,97 млн продаж PPV = $ 106,9 млн.)
- Владимир Кличко трижды защитил титул чемпиона мира по версии WBO. Нокаутировал  Франсуа Боту,  Рэя Мерсера и  Джамиля Макклайна.
- 27 июля  Джон Руис защитил титул WBA в бою с  Кирком Джонсоном.
- Леннокс Льюис лишён титула IBF, за отказ от встречи с  Крисом Бёрдом.
- 14 декабря в бою за вакантный титул IBF,  Крис Бёрд победил UD  Эвандера Холифилда.

### Первый тяжёлый вес
- 1 февраля  Василий Жиров победил  UD Хорхе Фернардо Кастро и защитил титул чемпиона мира по версии IBF.
- 23 февраля  Жан Марк Мормек победил UD  Вирджила Хилла и стал новым чемпионом мира по версии WBA
- 11 октября в бою за вакантный титул WBC,  Уэйн Брейтуэйт победил TKO10  Винченсо Кантанторе
- 23 ноября  Джонни Нельсон свёл вничью защиту титула WBO в бою с  Гильермо Джонсом.

### Полутяжёлый вес
- Рой Джонс дважды защитил титул абсолютного чемпиона мира.